# قلعه اسکندر
قلعه اسکندر در شهرستان سقز، بخش مرکزی، روستای بوبکتان واقع شده و این اثر در تاریخ ۱۰ دی ۱۳۸۱ با شمارهٔ ثبت ۶۸۵۶ به‌عنوان یکی از آثار ملی ایران به ثبت رسیده است.